# Караманди, Элпида
Элпида Ставрева Караманди (макед. Елпида Ставре Караманди, рум. Elpida Stavre Karamandi; 1 января 1920, Флорина — 3 мая 1942, Битола) — македонская партизанка арумынского происхождения, участница Народно-освободительной войны Югославии, Народный герой Югославии.

## Биография
Родилась 1 января 1920 года во Флорине. Вместе с матерью в раннем возрасте переехала в Битолу, где окончила школу. Во время обучения в школе занялась политической деятельность, состояла в литературном кружке. Распространяла пропагандистские листовки, часто вступала в конфликты с лётичевцами. Считалась одной из самых известных политических активисток среди молодёжи Битолы.
В 1938 году Караманди отправилась учиться в Белград, вступила в революционное движение вместе с одноклассниками. В 1939 году была принята в Союз коммунистической молодёжи Югославии.

## Партизанское движение
После нападения Германии на Югославию вступила в партизанские ряды, была принята в июне 1941 года в Союз коммунистов Югославии. Стала руководительницей партизанского подполья Битолы, руководя группами партизан, выполняя задания партии. Болгарская полиция вскоре арестовала Элпиду, но после безуспешных допросов отпустила Элпиду, продолжив, однако, слежку за ней.
Караманди вынуждена была перейти на нелегальное положение, что ограничило её возможности. В январе 1942 года она вошла в Македонский райком Союза коммунистической молодёжи. В апреле вступила в Битолский партизанский отряд «Пелистер».

## Плен и пытки
3 мая 1942 отряд был окружён частями болгарской армии и полиции. В ходе борьбы Элпида проявила недюжинную храбрость, уничтожив несколько солдат и офицеров болгарской армии, но была тяжело ранена пулемётчиком и попала в плен. Из-за многочисленных ранений и побоев скончалась, так и не выдав своих соратников.
Посмертно награждена званием Народного героя Югославии 11 октября 1951.